# Reprezentacja Związku Radzieckiego U-16 w piłce nożnej mężczyzn
Reprezentacja Związku Radzieckiego U-16 w piłce nożnej – juniorska reprezentacja Związku Radzieckiego sterowana przez Związek Piłki Nożnej ZSRR. Jej największym sukcesem jest mistrzostwo Europy juniorów w 1985 roku. Do 1991 występowała w Mistrzostwach Europy do lat 16. W 1992 roku po rozpadzie ZSRR kontynuowała rozgrywki reprezentacja WNP U-16.

## Sukcesy
- Mistrzostwa Europy U-16:
  - mistrz (1x): 1985
  - wicemistrz (2x): 1984, 1987
  - 3 miejsce (1x): 1986

## Występy w ME U-16
- 1982: Nie zakwalifikowała się
- 1984: Wicemistrz
- 1985: Mistrz
- 1986: 3 miejsce
- 1987: Wicemistrz
- 1988: Nie zakwalifikowała się
- 1989: Faza grupowa
- 1990: Nie zakwalifikowała się
- 1991: Faza grupowa
- 1992: Nie zakwalifikowała się